# Aeroportul Tunggul Wulung
Aeroportul Tunggul Wulung (IATA: CXP, ICAO: WIHL) este un aeroport din Java Centrală, Indonezia ce deservește zona Cilacap⁠(d).
Situat la o altitudine de 26 m, aeroportul dispune de o singură pistă.